# San Costantino Albanese
San Costantino Albanese község (comune) Olaszország Basilicata régiójában, Potenza megyében.

## Fekvése
A Pollino Nemzeti Park területén fekszik, a megye délkeleti részén. Határai: Chiaromonte, Francavilla in Sinni, Noepoli, San Paolo Albanese és Terranova di Pollino.

## Története
A települést 1534-ben alapították Moreából, a török terjeszkedések elől menekülő görög és albán lakosok.

## Népessége
A népesség számának alakulása:

## Főbb látnivalói
- Madonna della Conserva-szentély
- Santi Costantino ed Elena-templom
- Madonna delle Grazie-templom
- Madonna della Stella-templom